# Nelly Minyersky
Nelly Minyersky (San Miguel de Tucumán, 1929) es una abogada argentina. Ha tenido una larga trayectoria en el campo de Derecho de familia y ha mostrado preocupación por distintos temas vinculados a derechos humanos. Trabajó en la Campaña Nacional por el Derecho al Aborto Legal, Seguro y Gratuito y es una de las pioneras de los derechos sexuales y reproductivos en Argentina.

## Actividad profesional
A los 27 años comenzó a estudiar Derecho en la Universidad de Buenos Aires y se recibió en 1961. Poco después comenzó a dar clases, actividad que dejó luego de La Noche de los Bastones Largos y retomó en 1973. Fue excluida de la enseñanza por razones ideológicas por el Proceso de Reorganización Nacional y volvió a ella con el retorno a la democracia.
Comenzó su carrera docente como ayudante de segunda y llegó a ser profesora por concurso en cátedras de Derecho Civil. Ha dictado numerosos cursos y seminarios sobre las vinculaciones entre el Derecho de Familia y cuestiones procesales, derechos de la infancia, adopción y violencia familiar. Fue designada profesora consulta de la Facultad de Derecho de la Universidad de Buenos Aires y allí dirigió desde 1997 la Maestría Interdisciplinaria de Especialización de Posgrado en Problemáticas Infanto-Juveniles. Por otra parte, es autora de numerosas publicaciones y ponencias sobre temas tales como: los derechos de la infancia; la capacidad progresiva de niños, niñas y adolescentes; el sida; los derechos sexuales y los derechos reproductivos; la interrupción voluntaria del embarazo; las obligaciones alimentarias; la procreación asistida; cuestiones de bioética varias; la relación médico paciente cuando involucra a menores de edad; la adopción internacional; distintos aspectos del derecho a la identidad; el consumo de sustancias ilegales, entre otros.
Dentro del ámbito gremial su actividad la llevó a ser la primera mujer en presidir la Asociación de Abogados de Buenos Aires y también la primera en presidir el Tribunal de Disciplina del Colegio Público de Abogados de la Capital Federal, además de ejercer otros cargos en ambas asociaciones. En el orden internacional ha sido Vicepresidenta de la Federación Internacional de Mujeres de Carreras Jurídicas, Vicepresidenta y Secretaria General de la Asociación de Mujeres de Carrera Jurídicas - desde su fundación hasta el año 1994 e integró la Secretaría Internacional de la Asociación Internacional de Juristas Demócratas, un organismo no gubernamental consultivo ante el Consejo Económico y Social de las Naciones Unidas y la UNESCO. Ha ejercido ininterrumpidamente como abogada y en 1992 fue productora en el filme Al filo de la ley.
Desde los comienzos formó parte de la Campaña Nacional por el Derecho al Aborto Legal, Seguro y Gratuito buscando fundamentos jurídicos para la legalización de la interrupción voluntaria del embarazo, trabajando junto a Martha Rosenberg, Nina Brugo, Dora Barrancos y otras compañeras.

## Premios y distinciones
En 1998 recibió el Premio 8 de Marzo “Margarita de Ponce” de la Unión de Mujeres de la Argentina por su aporte al movimiento de mujeres, en 2002 recibió el “Premio Reconocimiento” otorgado por la Asociación de Especialistas Universitarias en Estudios de la Mujer y en 2010 Fue declarada ciudadana ilustre de la Ciudad de Buenos Aires por la Legislatura de la Ciudad de Buenos Aires.